# Domaḱinstvo za početnici
Domaḱinstvo za početnici (Домаќинство за почетници, comercialitzat internacionalment com Housekeeping for Beginners) és una pel·lícula dramàtica del 2023 dirigida i editada per Goran Stolevski. És protagonitzada per Anamaria Marinca, Alina Serban, Samson Selim, Vladimir Tintor, Mia Mustafi i Dżada Selim. És una coproducció internacional entre Macedònia del Nord, Croàcia, Sèrbia, Kosovo, Polònia, Austràlia i Estats Units.
La pel·lícula es va estrenar el 6 de setembre de 2023 a la 80a Mostra Internacional de Cinema de Venècia, on va guanyar el Premi Lleó Queer. Va ser seleccionat com a entrada macedonia per a la Millor Pel·lícula Internacional als Premis Oscar de 2023. Va ser llançat als Estats Units el 5 d'abril de 2024 i més tard a Austràlia el 9 de maig de 2024.

## Argument
La Dita es veu obligada a criar les dues filles de la seva xicota tot i que mai no ha aspirat a ser mare. Una història emotiva sobre la batalla d'una família estranya per estar junts sorgeix quan les seves voluntats separades xoquen.

## Repartiment
- Anamaria Marinca com a Dita
- Alina Serban com a Suada
- Samson Selim com a Ali
- Vladimir Tintor com a Toni
- Mia Mustafi com a Vanesa
- Dżada Selim com a Mia
- Sara Klimoska com a Elena
- Rozafa Celaj com a Flora
- Ajse Useini com a Teuta

## Producció
El maig de 2022, es va anunciar que Goran Stolevski dirigiria la pel·lícula, amb Marija Dimitrova com a productora. La fotografia principal va començar el juliol de 2022. Al febrer de 2023, es va anunciar que Anamaria Marinca s'havia unit al repartiment de la pel·lícula.

## Estrena
Es va estrenar a la secció Orizzonti a la 80a Mostra Internacional de Cinema de Venècia el 6 de setembre de 2023. A l'agost de 2023, abans de l'estrena del festival, Focus Features va adquirir els drets de distribució de la pel·lícula. També va ser convidat al 28è Festival Internacional de Cinema de Busan a la secció "World Cinema" i es va projectar el 5 d'octubre de 2023. Va ser llançat als Estats Units el 5 d'abril de 2024, després d'haver estat prèviament programat per ser llançat el 26 de gener de 2024. S'estrenarà a Austràlia el 9 de maig de 2024, amb Maslow Entertainment codistribuint el pel·lícula amb Focus Features i Universal Pictures.

## Recepció

### Reconeixements
| Premi                                       | Data de cerimònia     | Categoria                                                       | Receptor(s)                | Resultat  | Ref.   |
| ------------------------------------------- | --------------------- | --------------------------------------------------------------- | -------------------------- | --------- | ------ |
| Festival Internacional de Cinema de Venècia | 9 de setembre de 2023 | Premi Orizzonti a la millor pel·lícula                          | Goran Stolevski            | Nominat   | [ 5 ]  |
| Festival Internacional de Cinema de Venècia | 9 de setembre de 2023 | Premi Lleó Queer                                                | Goran Stolevski            | Guanyador | [ 11 ] |
| Festival Internacional de Cinema de Venècia | 9 de setembre de 2023 | Premio Fondazione Fai Persona Lavoro Ambiente – Menció Especial | Goran Stolevski            | Guanyador | [ 11 ] |
| Festival Internacional de Cinema de Chicago | 22 d’octubre de 2023  | Gold Q-Hugo                                                     | Housekeeping for Beginners | Nominat   | [ 12 ] |
| Festival Internacional de Cinema de Chicago | 22 d’octubre de 2023  | Silver Q-Hugo                                                   | Housekeeping for Beginners | Guanyador | [ 12 ] |
| Premis del Cinema Europeu                   | 9 de desembre de 2023 | University Film Award                                           | Housekeeping for Beginners | Nominat   | [ 13 ] |